# Mantelbrüllaffe

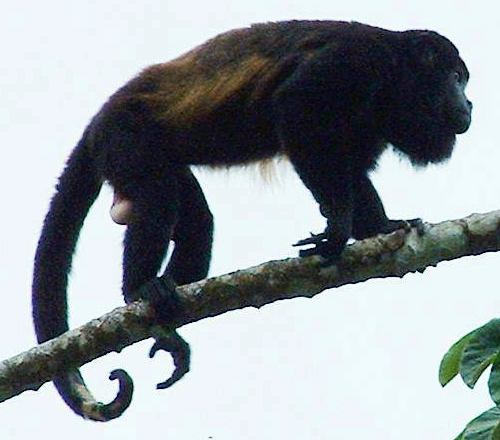
Männlicher Mantelbrüllaffe: gut zu erkennen ist das weiße Skrotum und der Greifschwanz

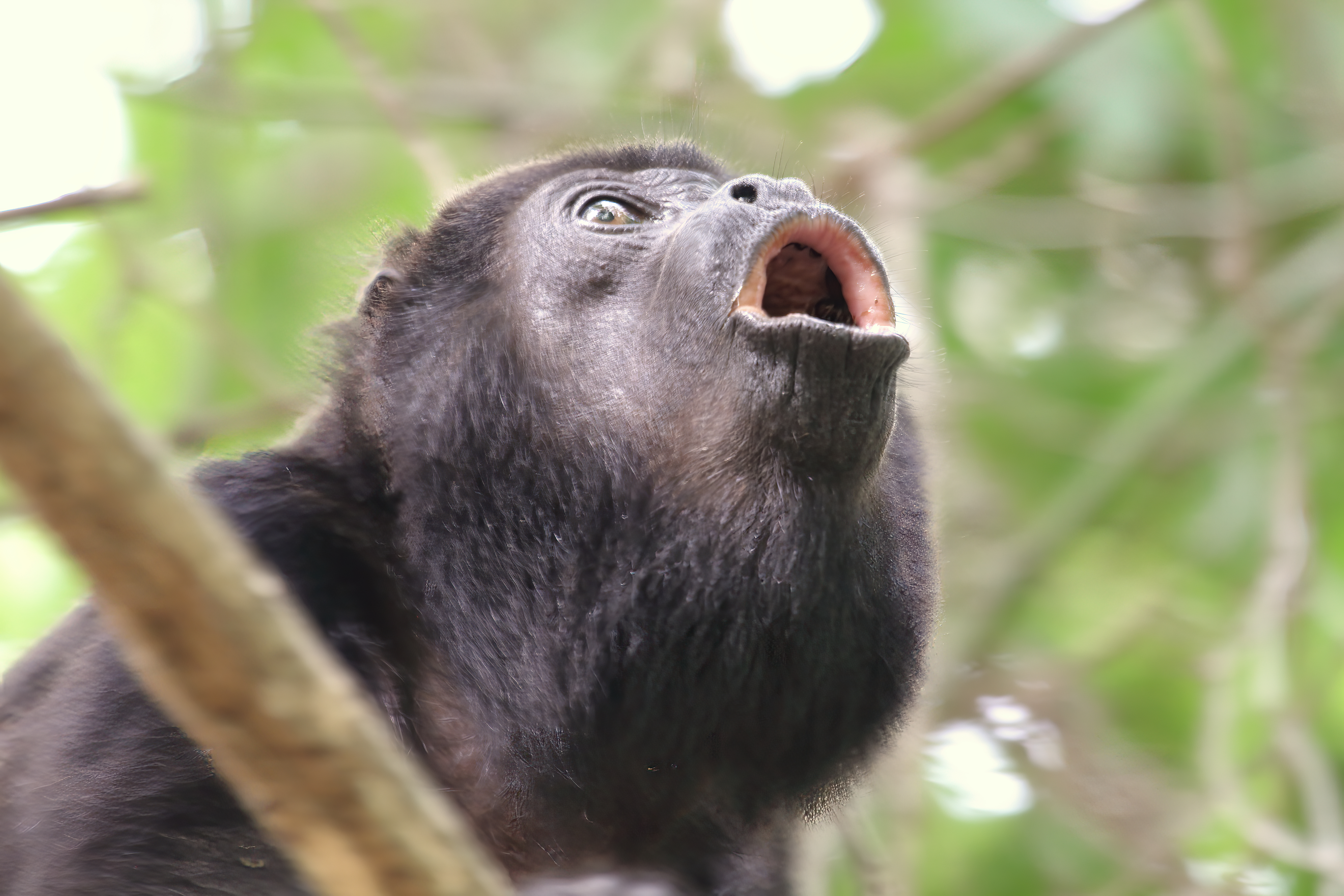
Rufender Mantelbrüllaffe

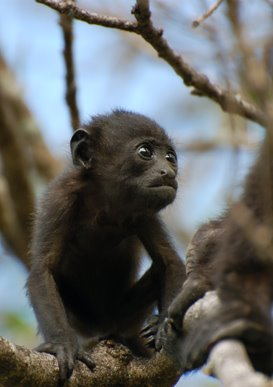
Jungtier

Der Mantelbrüllaffe (Alouatta palliata) ist eine Primatenart aus der Gattung der Brüllaffen innerhalb der Klammerschwanzaffen (Atelidae). Er lebt in Mittel- und im nordwestlichen Südamerika und ist nach den rotgoldenen Fransen an seinen Flanken benannt.

## Merkmale
Mantelbrüllaffen sind große, stämmig gebaute Primaten. Sie erreichen eine Kopfrumpflänge von 46 bis 63 Zentimetern, der Schwanz wird 55 bis 70 Zentimeter lang. Mit 4,5 bis 9,8 Kilogramm sind Männchen deutlich schwerer als Weibchen, die 3,1 bis 7,6 Kilogramm auf die Waage bringen. Das Fell dieser Tiere ist schwarz gefärbt, namensgebendes Merkmal sind die rotgoldenen Fransen, die sich an der Flanke erstrecken. Das ebenfalls schwarze Gesicht ist unbehaart, am Kinn befindet sich ein Bart, der bei Männchen deutlich länger ist als bei Weibchen. Zungenbein und Schildknorpel des Kehlkopfs sind wie bei allen Brüllaffen stark vergrößert. Das Skrotum ist bei ausgewachsenen Männchen auffallend weiß gefärbt. Der Schwanz kann wie bei allen Brüllaffen als Greifschwanz verwendet werden, er ist am hinteren Teil der Unterseite unbehaart.

## Verbreitung und Lebensraum
Das Verbreitungsgebiet der Mantelbrüllaffen erstreckt sich von Mexiko an der Südküste des Golfes von Mexiko und Honduras bis in das westliche Kolumbien und Ecuador. Sie fehlen allerdings auf Yucatán, in Belize und im guatemaltekischen Petén, wo sie vom Guatemala-Brüllaffen ersetzt werden, sowie an der Pazifikküste Guatemalas und in El Salvador. Ihr Lebensraum sind primäre und sekundäre tropische Regenwälder, Mangrovenwälder, Galeriewälder, Trockenwälder und Kaffeeplantagen. Sie kommen vom Meeresspiegel bis in 2500 Meter Höhe vor. Normalerweise halten sie sich in den oberen Baumregionen auf. Gelegentlich begeben sie sich auch auf den Erdboden, wo sie flüchtend einen Menschen hinter sich lassen können. Mantelbrüllaffen wurden auch schon schwimmend beobachtet.

## Lebensweise und Ernährung
Mantelbrüllaffen sind tagaktive Baumbewohner. Um zu anderen Bäumen zu gelangen, kommen sie manchmal auf den Boden, sie können außerdem gut schwimmen. Sie sind eher langsame Kletterer und springen selten, bei der Nahrungsaufnahme hängen sie häufig an ihren Gliedmaßen oder ihrem Greifschwanz. Generell führen sie eine behäbige, energiesparende Lebensweise und halten häufig Ruhepausen, was durch den geringen Nährwert ihrer Blätternahrung bedingt ist. Sie sind reine Pflanzenfresser, neben Blättern, die ihre Hauptnahrung sind, nehmen sie jahreszeitlich auch Früchte und Blüten zu sich. Im Schnitt machen Blätter zwei Drittel ihrer Nahrung aus, ca. 18 % ist der Anteil der Blüten und Früchte haben einen Anteil von nur etwa 12 %.
Mantelbrüllaffen leben in Gruppen von 10 bis 20 Tieren, die sich aus rund 1 bis 3 Männchen, 5 bis 10 Weibchen und den dazugehörigen Jungtieren zusammensetzen. Wird die Gruppe zu groß oder der Weibchenanteil zu klein, verlassen die Jungtiere die Gruppe oder werden verjagt. Beide Geschlechter entwickeln eine Rangordnung, die unter anderem im Zugang zu Nahrungsressourcen und in der Fortpflanzung zum Tragen kommt.
Das Gebrüll, das meist am frühen Morgen ertönt, dient vor allem der Kommunikation verschiedener Gruppen untereinander, um andere Tiere auf den eigenen Aufenthaltsort aufmerksam zu machen. Daneben suchen Einzeltiere Anschluss an eine Gruppe (die Migration unter der Gruppen ist relativ hoch) und signalisieren so ihre Anwesenheit.

## Fortpflanzung
Die Fortpflanzung kann das ganze Jahr über erfolgen, es gibt keine feste Paarungszeit. In der Regel nähert sich das Weibchen den Männchen und deutet mit rhythmischen Zungenbewegungen seine Paarungsbereitschaft an. Wenn das Männchen ebenfalls mit Zungenbewegungen antwortet, dreht sich das Weibchen um und hebt das Becken, worauf das Männchen mit der Kopulation beginnt.
Nach einer rund sechsmonatigen Tragzeit bringt das Weibchen meist ein einzelnes Jungtier zur Welt. Die ersten Monate hält sich das Junge nahezu ausschließlich bei der Mutter auf, danach werden sie zunehmend unabhängiger. Die Geschlechtsreife tritt mit drei bis vier Jahren ein, häufig verlassen Jungtiere zu diesem Zeitpunkt ihre Geburtsgruppe.

## Systematik

Verbreitungsgebiet des Mantelbrüllaffen

Der Mantelbrüllaffe ist eine von zwölf Arten der Gattung der Brüllaffen. Im Handbook of the Mammals of the World wird er in fünf Unterarten unterteilt.
- Der Goldmantel-Brüllaffe (A. palliata palliata), die Nominatform kommt vom Nordosten Guatemalas (Mündung des Río Motagua) bis in den Osten Costa Ricas oder den Westen Panamas vor.
- Der Ecuador-Mantelbrüllaffe (A. palliata aequatorialis) lebt westlich der Westkordillere (Cordillera Occidental) der Anden in Kolumbien und Ecuador, im äußersten Nordwesten von Peru (Region Tumbes) und in Panama, bis zum westlich anschließenden Verbreitungsgebiet von A. palliata palliata.
- Der Coiba-Mantelbrüllaffe (A. palliata coibensis) kommt auf der Insel Coiba und der Nachbarinsel Jicaron vor der Pazifikküste Panamas vor und ist etwas kleiner als die Festlandformen, hat ein dunkleres Fell und einen stärkeren Geschlechtsdimorphismus.
- Der Mexiko-Mantelbrüllaffe (A. palliata mexicana) lebt im Süden und Südosten Mexikos in den Bundesstaaten Veracruz, Tabasco, Campeche, Oaxaca und im Norden von Chiapas und wird von der Nominatform vor allem anhand der Schädelmorphometrie unterschieden.
- Der Azuero-Mantelbrüllaffe (A. palliata trabeata) lebt endemisch auf der panamaischen Halbinsel Azuero und ist walnussbraun gefärbt mit langen, goldenen Mantelhaaren.

Groves machte Alouatta coibensis 2001 zu einer eigenständigen Art mit Alouatta trabeata als Synonym. Dies wird durch einen Vergleich der mitochondrialen DNA jedoch nicht unterstützt. Tatsächlich sind sich alle Unterarten genetisch, farblich und in Bezug auf ihrer Morphometrie sehr ähnlich. Im Norden des Verbreitungsgebietes hybridisiert A. palliata palliata mit dem Guatemala-Brüllaffen (Alouatta pigra), im Nordwesten Kolumbiens lebt A. palliata aequatorialis sympatrisch mit dem Roten Brüllaffen (Alouatta seniculus). Bei den Hybriden sind die Weibchen fertil und die Männchen unfruchtbar.

## Gefährdung
Zwar leiden Mantelbrüllaffen an der fortschreitenden Zerstörung ihres Lebensraumes und der Bejagung, insgesamt gilt die Art laut der Roten Liste der IUCN aber als „nicht gefährdet“ (least concern). Die Art kommt in zahlreichen Schutzgebieten vor (z. B. Cahuita National Park und Caña Blanca wildlife sanctuary in Costa Rica, Nationalpark Coiba in Panama, Nationalpark Los Katíos in Kolumbien, Nationalpark Machalilla in Ecuador).